# Finis Germania
Finis Germania ist ein im Februar 2017 im neurechten Verlag Antaios erschienener Bestseller mit 30 Kurztexten aus dem Nachlass des Historikers Rolf Peter Sieferle (1949–2016).  Einer der Hauptgedanken ist, dass der von Deutschen ausgehende Versuch der Vernichtung des Judentums die heutigen Deutschen zu den Juden von früher gemacht habe. Der „Schuldkult“ sei ein geschichtspolitisches Herrschaftsinstrument der Siegermächte. Daher gilt das Buch als wichtige neurechte Bezugsquelle für den „Mythos Auschwitz“ in der Tradition Armin Mohlers und Manfred Kleine-Hartlages.
Der Inhalt des Buches, aber auch seine anfängliche Tilgung aus Bestsellerlisten, wurden als skandalös bezeichnet. Buch und Autor wurden von den meisten Kritikern als „zynisch, reaktionär, paranoid, rechtsradikal, antisemitisch und geschichtsrevisionistisch“ beurteilt. Einige Kritiker betrachteten die Skandalisierung als problematisch und als teilweise Bestätigung der Aussagen Sieferles zur sich selbst negierenden deutschen nationalen Identität.

## Titel
„Finis Germania“ wurde oft analog zu lateinisch finis Germaniae mit „Das Ende Deutschlands“ übersetzt. Damit wird der Titel als fehlerhafter lateinischer Ausdruck verstanden, bei dem das Genitivattribut falsch dekliniert worden sei. Ursprung des vermeintlichen Fehlers seien mangelnde Lateinkenntnisse des Autors. Im Nachwort erklärt Raimund Theodor Kolb den Titel als ein „Syntagma, das sich sehr wohl auch als finale Antwort auf das erstmals 1897 von britischer und später im Kontext der beiden Weltkriege von alliierter Seite geforderte ‚Germania delenda est‘ bzw. ‚Germany must perish‘ interpretieren ließe.“ In diesem Sinne ist „Germania“ ein Vokativ, der Titel bedeutet dementsprechend: „Das ist das Ende, Deutschland“ oder „Du gehst zu Ende, Deutschland.“
Volker Weiß stellte in der Jüdischen Allgemeinen einen Bezug des Titels auf Wilhelm Marrs Motto Finis Germaniae her, das dieser am Ende seines 1879 erschienenen antisemitischen Werks Der Sieg des Judenthums über das Germanenthum benutzt hatte: Für Sieferle seien die Deutschen heute unmittelbar von Vernichtung bedroht, deutsche und jüdische Erfahrung setze er gleich. 
Verwegen konstruiert er eine Opferumkehr, gewissermaßen vom „ewigen Juden“ zum „ewigen Deutschen“: „Die Schuld der Juden an der Kreuzigung des Messias wurde von diesen selbst nicht anerkannt. Die Deutschen, die ihre gnadenlose Schuld anerkennen, müssen dagegen von der Bildfläche der realen Geschichte verschwinden, müssen zum immerwährenden Mythos werden, um ihre Schuld zu sühnen.“ 

## Genre
Die 30 Kapitel von Finis Germania werden als Miszellen oder Aphorismen bezeichnet. Gustav Seibt hält sie dagegen für eine „Ansammlung von Glossen und Polemiken“, „zugespitzte kürzere oder längere Essays“. Rüdiger Safranski sieht sie im Gegensatz zu Seibt, dem er „ästhetische Desensibilisierung“ attestiert, als Beispiele der Textgattung Nachtgedanken in der Tradition von Edward Young bis Heinrich Heine (Nachtgedanken). Das Nachwort Raimund Kolbs betont, der Text gehorche nicht wissenschaftlich-formalen Gliederungskriterien. Es werde in „Manier literarischer Montagetechnik“ gearbeitet. Es handle sich um eine „persönliche Confessio“.

## Entstehung
Wie zuvor bereits René Aguigah geht Jacob S. Eder 2017 in seiner Untersuchung zur „Diskursvergangenheit“ davon aus, dass weite Passagen des Texts mindestens zwei Jahrzehnte alt seien. Das Kapitel Mythos VB beziehe sich auf Gräueltaten des Zweiten Weltkrieges, die fünfzig Jahre zurücklagen, daher müsse es etwa Mitte der neunziger Jahre entstanden sein. Auch die Forderung nach der Abschaffung des Buß- und Bettags weist auf eine Entstehung vor 1995 hin, der Hinweis auf „EG-Äpfel“ auf eine Zeit vor 1993. Daher sei es ahistorisch, die Darstellungen Sieferles auf die Bundesrepublik der Publikationszeit zu beziehen. Das Buch atme den Geist der 90er Jahre, sei eine „Illustration des Diskurses über NS und Holocaust vor gut zwanzig Jahren.“ „In der politischen Landschaft von heute erfüllt ein Büchlein wie dieses“, das sich am Historikerstreit von 1986/87 reibe, „nur einen Zweck: ideologischen Extremisten einen intellektuellen Anstrich zu geben.“
Das Nachwort Raimund Kolbs stellt dar, dass Sieferle die letzte Änderung am Text am 10. April 2015 vorgenommen habe. Sieferles Veröffentlichungsabsicht hält er für zweifelsfrei.
Die Erstauflage belief sich laut Verlag auf 20.000 Exemplare. Das Lektorat übernahm die neurechte Publizistin Ellen Kositza, Ehefrau Götz Kubitscheks. Die Publikation wurde von Sieferles Ehefrau, Regina Sieferle, veranlasst. Nachlassverwalter war Raimund Theodor Kolb.

## Aufbau und Inhalt
Das Buch gliedert sich in vier Teile mit mehreren Beiträgen und ein Nachwort (Persönliche Confessio) des emeritierten Würzburger Sinologen Raimund Theodor Kolb, der zugleich Sieferles Nachlassverwalter ist.
Erster Teil
Der erste Teil des Buches hat die Überschrift Finis Germania und umfasst sechs Beiträge:
Vergangenheitsbewältigung und Fortschritt: Der faktische Umschlag des Fortschritts der Moderne in die Barbarei sei im Zuge der alliierten Propaganda nicht als allgemeingültig aufgefasst, sondern als singuläres Phänomen der deutschen Kultur konstruiert worden, auch um die Welt von der Denkmöglichkeit eines gleichartigen Verbrechens zu entlasten. Auch angesichts der erfolgreich vollzogenen Modernisierung Deutschlands habe diese historische Konstruktion, so Sieferle, ihre Aktualität und damit ihre Relevanz verloren.
Deutscher Sonderweg und Siegerperspektive: Die "Modernisierungstheorie", also die Vorstellung, dass Völker und Staaten sich, wie angeblich England oder die USA, entlang einer "normalen" Entwicklungslinie zu einer vermeintlich höheren politischen Form entwickeln, diente nach Meinung Sieferles dazu, Deutschland aus der Siegerperspektive aufgrund seines angeblich anomalen Sonderwegs auszugrenzen.
Das Schicksal hat einen Namen: Nur die vorsystemische soziale und politische Wirklichkeit ist nach Sieferles Auffassung von personalen Interaktionen und daher von Verantwortung und Schuld geprägt; in der gegenwärtigen systemischen und damit auch post-politischen Gesellschaft würden diese Begriffe aber weiter so benutzt, als ob schicksalhafte "gesellschaftliche Großereignisse" auf Begriffe der Privatmoral oder des innerstaatlichen Strafrechts reduziert und damit der Verantwortung des Einzelnen übertragen und ihm als Schuld angelastet werden könnten. Dem systemischen Charakter des Handelns trage das Konzept der Resozialisierung für Straftäter Rechnung, die als Opfer der Gesellschaft gesehen würden. Dieses Verständnis werde jedoch nicht auf politische Funktionsträger angewandt, auch wenn sie tatsächlich Opfer einer totalitären Ideologie gewesen seien.
Deutsche und Herrschaftskultur: In Deutschland sei die clase politica im Sinne Moscas völlig verschwunden, also die traditionelle, feste, bruchlos vernetzte Gruppe von Menschen mit verfeinerten Umgangsformen und einem bestimmten Herrschaftsstil wie in England, Frankreich oder Italien, die sich über grandes ecoles, über soziale Bindungen oder patriarchalische Verbände als Elite erneuern würde. Sie sei dem Staat sozial vor- und übergeordnet, da Politiker aus ihr rekrutiert würden. Aufgrund der geschichtlichen Brüche des 20. Jahrhunderts bestehe besonders in Deutschland diese großbürgerlich-aristokratische „Herrschaftskultur“ nicht mehr. Die bundesdeutsche Politikszene sei kleinbürgerlich geprägt, „amorph“.
Sozialdemokratismus:  Ein zentrales Merkmal der politischen Kultur in Deutschland sieht Sieferle über alle Parteien hinweg, auch in der CDU, in einem egalitären „Sozialdemokratismus“. Unterschiede würden als unerträglich empfunden, dies zeige sich im Prinzip der Angleichung der Lebensverhältnisse. Dieses werde nach der Wiedervereinigung umgesetzt, obwohl es nicht realisierbar und auch nirgendwo auf der Welt realisiert sei. Dieses Prinzip habe unvermeidlich zur Enttäuschung in Ost und West führen müssen, denn Solidarität würde irrigerweise als eine Art des Teilens verstanden, dessen Kosten andere zu bezahlen haben, ein „Spiel, bei dem alle gewinnen können, niemand aber verlieren muss, es sei denn, er habe das auch verdient.“ (36)
Moralische Arithmetik: Während gewöhnliche Verbrechen zählbar, graduierbar, vergleichbar und aufrechenbar seien, gelte bei totalitärer Gewalt wie in Auschwitz die Schuld als unendlich, daher könne sie nach der "moralischen Arithmetik" nicht vermindert, verglichen und auch nicht gegengerechnet werden, sie bleibe immer unendlich, also unverändert.
Zweiter Teil
Der zweite Teil Paradoxien der Zeit umfasst fünfzehn Beiträge.
Historisierung des Relativismus: Wer alles Kulturelle relativiert und als gleichwertig gelten lassen will, relativiert damit auch seine eigene Kultur. Der Relativismus zerstört auch die individuelle Identität und löst sie in Fragmente und Momente auf.
Intellektueller Vorlauf: Die scheinbare Wirkung der Theorie auf die Wirklichkeit oder ihr Verständnis als Widerspiegelung ist eine Täuschung. Es handelt sich bei der Wirklichkeit selbst um die Ausbreitung symbolischer Felder mit unterschiedlichen Intensitäten ihrer Elemente.
Wissenschaft und Avantgarde: Die Geisteswissenschaften sind nicht die Avantgarde der Kultur, sondern ihre Logistik. Sie legen die "Imagination an die Kette der Tradition". (46)
Politik und System: "Die Strukturen der Systeme sind für die Individuen so unentrinnbar wie ein Magnetfeld für Eisenspäne. Sie 'wissen' nichts davon, doch fügen sie sich den vorgezeichneten Bahnen. Die wichtigsten Vorgänge werden nicht gesteuert und sind kaum theoretisch fassbar." (47) Politik würde durch „das System“ verdrängt und diene lediglich noch dazu, politische Widerstände gegen „das System“ politisch zu beseitigen.
Politiker und Intellektuelle: Politik hat, so Sieferle, keine Programmatik mehr. Sie habe ihren prinzipiell-ideologischen Charakter verloren.
Rationalisierung und Atomisierung: Der Sonderweg einer nicht-atomistischen, nicht-individualistischen und nicht-liberalen Moderne mit Gruppen-Loyalitäten und Familienstrukturen in Verbindung mit technischer und marktwirtschaftlich-ökonomischer Rationalität wird nach Auffassung des Autors in Asien, Japan und möglicherweise China und Russland als realisierbar aufgezeigt. Sieferle sieht darin Variationen des "preußischen Sozialismus", wobei Deutschlands Rolle in der Weltgeschichte jedoch "hinter ihm" liegt.
Wiederkehr des Gleichen: „Man kann nicht man selbst und ein anderer sein.“ Das wiederkehrend Gleiche sei daher nicht erkennbar. (54)
Tierliebe: "Humanitäre Moral kann .... Ausdruck eines Überschusses von Stärke sein." (56)
Die sensualistische Strategie: Die Aufwertung des Körpers habe, so Sieferle, zur Abwertung des Geistes geführt.
Verschwinden des anthropomorphen Raums: Der Mensch im alten Sinne sei mit seinen "Lebensdimensionen" verschwunden. Den "postanthropomorphen Raum" betrachtet Sieferle als fragmentiert und standardisiert. Auch die Politiker seien keine Heroen mehr, sondern "bilden nur noch den Scheitelkamm großer Wanderdünen, die von Elementarkräften bewegt werden." (62)
Hinter dem Kosmos:  Der Mensch ist nach der Auflösung der Familie "Elementarteilchen in einem endlosen kalten und finsteren Raum". (64)
Das Hühner-Volk:  Der Autor beschreibt die deutsche Gesellschaft als Hühnerherde, die sich vor allem fürchtet, was auch nur entfernt nach einem Fuchs aussieht, sich dabei aber selbstwidersprüchlich als "Risikogesellschaft" beschreibt.
Altfränkische Moderne: Den "Veraltungseffekt" sieht der Autor beim Technischen am stärksten ausgeprägt.
Kunst und Charisma: "Künstlertum ist die Definitionsmacht eines persönlichen Charismas." (67)
Dritter Teil
Der dritte Teil Mythos VB („VB“ ist als Abkürzung für Vergangenheitsbewältigung gemeint) umfasst fünf Kapitel. Sie enthalten die Aussagen Sieferles, die von der Öffentlichkeit besonders hervorgehoben wurden.
Der ewige Nazi: Auschwitz sei „zum letzten Mythos einer durch und durch rationalisierten Welt geworden“. Angeblich werde die Erinnerung an die deutsche Schuld am Holocaust eingesetzt, um zu verhindern, dass Deutschland eigene Interessen formuliere und durchsetze. Stattdessen müssten die Deutschen ihre untilgbare Schuld sühnen und eliminiert werden, um eine „homogene Menschheit“ zu verwirklichen.
Eine neue Staatsreligion: Sieferle entwirft eine Art unmögliche Heilsgeschichte von der „unverzeihlichen Schuld […] Hitlers“, die durch „keinen Jesus aufgehoben“ und „von keiner Gnade kompensiert“ werden könne.
Sack und Asche erbeten! behandelt das Gedenken an den Holocaust anhand der skandalauslösenden Rede am 10. November 1988 im Deutschen Bundestag des damaligen Bundestagspräsidenten Philipp Jenninger zum 50. Jahresgedenken der Reichspogromnacht.
Zur Logik des Antifaschismus: Sieferle kritisiert das Konzept der multikulturellen Gesellschaft als neue, zwiespältige Religion, die sowohl universalistisch im Sinne einer homogenen Menschheit als auch relativistisch im Sinne der Bewahrung „völkisch-kultureller Besonderheit“ sei. In der Folge müsse sich „das indigene Volk der Industrieländer“ von Immigration und Überfremdung in seiner Eigenheit bedroht sehen, zugleich werde jeder Widerspruch als rechtes Gedankengut diffamiert.
Vierter Teil
Der vierte Teil Fragmente enthält ebenfalls fünf Kapitel.
Ernst Jünger als Erzieher: Das nomomorphe und teleolomorphe Weltverständnis wurde in der Moderne durch den nihilistischen Relativismus und die Perspektivität zerstört. Die Ordnung der Welt zeigt sich im Prozess ihrer Zerstörung. Es bleibt nur der neutrale Beobachter des Faktischen, der anderen aber als zynischer Außenseiter erscheint.
Topik der Zivilisationskritik: "Die Vollendung der Zivilisation ist das intellektuelle Tierreich." (106) Sieferle sieht den Naturzustand nicht am Anfang, sondern am Ende der bürgerlichen Gesellschaft.
Nachwort
In seinem Nachwort sieht Raimund Kolb die Hauptbotschaft der Schrift darin, dass die Deutschen von „instabilen, verhaltensunsicheren und arm an Selbstbewusstsein agierenden ‚Herrschaftseliten‘ dominiert würden „mit einem vom tief-verwurzelten Sozialdemokratismus geprägten ‚kleinbürgerlich-amorphen Politikstil‘““.

## Einflüsse und Vergleiche
Jacob S. Eder sieht Ähnlichkeiten der Argumentation Sieferles mit Positionen in Debatten der 90er Jahre. Besonders deutlich sei die Ähnlichkeit mit Martin Walsers Paulskirchenrede von 1998, in der er den „grausamen Erinnerungsdienst“ sowie die „Dauerpräsentation unserer Schande“ gegeißelt habe. Auch Rudolf Augstein habe das Berliner Holocaust-Mahnmal als „Schandmal“ betrachtet.

## Rezeption und Wirkungsgeschichte

### Wahl in die Liste „Sachbücher des Monats“
Das Buch wurde auf Platz neun der zehn Sachbücher des Monats Juni 2017 aufgeführt, die vom NDR und der Süddeutschen Zeitung veröffentlicht wird. Dies löste eine öffentliche Auseinandersetzung aus, da Kritiker dem Buch vorwerfen, es verbreite „rechtslastige Verschwörungstheorien“. Das Buch kam auf die Liste, weil der Spiegel-Redakteur Johannes Saltzwedel nach eigenen Angaben seine zwanzig Stimmpunkte auf dieses eine Buch kumuliert hatte. Die Jury der „Sachbücher des Monats“ erklärte daraufhin, eine solche Kumulation sei künftig ausgeschlossen. Saltzwedel trat nach öffentlicher Kritik aus der Jury zurück und rechtfertigte seine Empfehlung als „Votum gegen einen Zeitgeist, der die Preisgabe der europäischen und der deutschen Kultur zugunsten eines diffusen Weltbürgertums propagiert“. Er rechtfertigte seine Empfehlung, Finis Germania sei ein „provokantes Buch“, „aphoristische Zuspitzung“, „dicht und wütend“. Zuvor war bereits der Journalist Lothar Müller aus Protest gegen die Listung als Leseempfehlung aus dem Gremium ausgetreten. Am 12. Juni 2017 beendete der NDR vorerst seine Zusammenarbeit mit der Jury.
Im Juni und Juli 2017 war Finis Germania bei Amazon.de teilweise wochenlang auf Platz 1 der Buch-Bestseller. Die Berliner Morgenpost veröffentlichte im August 2017 eine „Amazon-Bestseller-Liste“ für Sachbücher, bei der das Buch weiterhin auf Platz 1 rangiert.
Im Juli 2017 wurde Finis Germania auf der Spiegel-Bestsellerliste für Sachbücher an sechster Stelle gelistet. Kurz darauf wurde das Buch von der Redaktion zunächst ohne Angabe von Gründen von der Liste gestrichen. Nach vermehrten Anfragen wegen dieses Vorgehens erklärte der Spiegel, man sehe sich in einer „besonderen Verantwortung“, dieses Buch, welches es ohne die Empfehlung ihres Redakteurs Johannes Saltzwedel nicht in die Liste geschafft hätte, zu entfernen. Eine Erklärung der Spiegel-Redaktion, warum die redaktionelle Änderung der Bestsellerliste zuvor nicht kenntlich gemacht worden war, erfolgte nicht.
Unabhängig von der Frage, ob das Buch möglicherweise antisemitisch sei oder nicht, kritisierte Henryk M. Broder in der Welt die Manipulation der Spiegel-Bestsellerliste, die „als eine Art Goldstandard des Buchhandels“ gelte, als „Literaturkritik nach Gutsherrenart“. Der Literaturkritiker Denis Scheck bezeichnete im SWR2-Kulturgespräch die Entscheidung der Spiegel-Chefredaktion als „journalistischen Skandal“ und forderte den Rücktritt des Chefredakteurs Klaus Brinkbäumer.
Der Sprecher der Interessengruppe Meinungsfreiheit im Börsenverein des Deutschen Buchhandels Christoph Links bezeichnete Finis Germania als „schreckliches Buch“ und kritisiert gleichzeitig die „überzogene und nicht angemessene Reaktion des Spiegel[s]“.

### Inhaltliche Kontroversen
Insbesondere eine Passage zog Kritik auf sich: 
„Der Nationalsozialismus, genauer Auschwitz, ist zum letzten Mythos einer durch und durch rationalisierten Welt geworden. Ein Mythos ist eine Wahrheit, die jenseits der Diskussion steht“ (vgl. S. 63). 
Hierzu meinte Jan Grossarth am 12. Juni 2017 in der Frankfurter Allgemeinen Sonntagszeitung, die Verbindung von Auschwitz und Mythos weise eine Nähe zur strafbaren Auschwitz-Lüge auf.
Der Literaturkritiker und Historiker Gustav Seibt bezeichnete Finis Germania am 16. Juni 2017 als eine „Ansammlung von Glossen und Polemiken“, die von Sieferles Verlust der „Differenzierungsfähigkeit“ in der letzten Lebensphase geprägt seien, und einem „uralten antisemitischen Topos von der jüdischen Rache oder der jüdischen Rachsucht und Gnadenlosigkeit“. Seibt kritisiert darüber hinaus, Sieferle präsentiere „keinen Gegenvorschlag zur Vergangenheitsbewältigung“. Stattdessen sei die Diskussion um das umstrittene Buch ein „Triumph für die Verleger“, die Feinde der Verfassung und der Demokratie seien. Seibt fordert deswegen eine ruhige Analyse und Beschreibung Sieferles, um sich nicht auf „dieses Spiel“ einzulassen, bei dem „diese Gruppe um Götz Kubitschek in Schnellroda“ durch Beschimpfung gewinnen würde.
Der Politikwissenschaftler und Mitjuror Herfried Münkler bezeichnete Finis Germania am 16. Juni 2021 ebenfalls als ein „zutiefst von antisemitischen Vorstellungen“ getränktes Werk.
Die stellvertretende Chefredakteurin des Spiegel, Susanne Beyer, bezeichnete das Werk am 17. Juni 2017 als „rechtsradikal, antisemitisch, geschichtsrevisionistisch“.
Gegen bisherige Interpretationen, namentlich die Münklers, wandte sich am 26. Juni 2017 der Literaturwissenschaftler Rüdiger Safranski in Deutschlandfunk Kultur: Diese Interpretation sei auf eine „schlampige“ und „fahrlässige“ Lektüre zurückzuführen. Eine rechtsextreme Position, die Auschwitz leugne, sei nicht erkennbar. Safranski äußerte ferner, es handele sich um eine „fahrlässige und hysterische“ Debatte, die aufgrund ihrer Skandalisierung selbst einen „Skandal“ darstelle. Die Auffassung Safranskis wurde von Adam Soboczynski in der Zeit vom 29. Juni 2017 kritisiert, da seiner Meinung nach „Safranski das Werk zu einer harmlosen, geschichtsdialektisch interessanten Völkerschau umdeutet“.
Für den Historiker Volker Weiß bedient Sieferle „den Jargon klassischer Antisemiten“. Es handle sich bei dem Buch um eine Verfremdung der „Kampfschrift“ Der Sieg des Judenthums über das Germanenthum von 1879 des Antisemiten Wilhelm Marr. Weiß nannte Sieferles Publikation am 6. Juli 2021 ein „ebenso haarsträubendes wie zynisches Traktat gegen die Aufarbeitung der deutschen Vergangenheit“.

Der Journalist Christopher Caldwell (Weekly Standard) hingegen urteilte am 19. Juli 2021 in der New York Times, dass Sieferle den Holocaust weder leugne noch bagatellisiere. Sieferle habe die AfD davor gewarnt, Abstand zu den Antisemiten zu halten, die er als Anhänger einer wahnhaften, irrationalen und ignoranten Ideologie beschrieb, da die Antisemiten sich unweigerlich zur AfD hingezogen fühlen würden. Caldwell bezeichnete Sieferle als „Deutschlands neuesten intellektuellen Antihelden“ und deutete die Popularität des Buchs als Zeichen eines Misstrauens des Publikums gegenüber dem deutschen Literaturestablishment. 
Wenn die deutsche Kultur der „Vergangenheitsbewältigung“ die offene Diskussion einschränkt, dann deshalb, weil sie es so will. Viele Deutsche, die oft ernsthaft Angst vor sich selbst haben, sind dankbar, dass sie es getan hat.
Der Rechtsextremismusforscher Armin Pfahl-Traughber stufte Finis Germania am 21. Juli 2017 als „antidemokratisches und rechtsextremistisches Buch“ ein. Er machte darin einen „relativierenden Geschichtsrevisionismus“ aus.
Der Fachjournalist für Rechtsextremismus, Andreas Speit, beurteilte Finis Germania am 27. Juli 2017 als „rechtsradikal“.

Das Magazin Vice meinte am 31. Juli 2017: „Dieses Buch zu lesen, heißt sich zu quälen. Die Lektüre fühlt sich an, wie Alexander Gaulands Sakko aussieht: großonkelig, elitär und kleinkariert.“ Sieferle halte den Holocaust für eine Bürde, die es loszuwerden gelte, damit Deutschland wieder „groß“ werden könne. Dabei leugne er aber nicht, dass die Nationalsozialisten sechs Millionen Juden ermordet haben; vielmehr mache er sich „mit abgespreiztem kleinem Finger“ über den Holocaust lustig:
„Worin kann die Lehre aus Auschwitz eigentlich bestehen? Dass der Mensch, wenn er die Gelegenheit dazu findet, zum Äußersten fähig ist? … Oder dass in der technischen Moderne moderne Technik zum Massenmord eingesetzt wird? … Oder ist es die schiere Zahl der Opfer, die ominösen sechs Millionen? Also etwas für das Guiness-Buch [sic!] der Rekorde? Aber Vorsicht, Rekorde sind dazu da, gebrochen zu werden!“
Nicht was gesagt werde, sei also neu, urteilte Vice, sondern wie es gesagt werde. „Sieferle nutzt eine wissenschaftlich-anmutende Sprache für sein unwissenschaftliches Gedresche vom ›Mythos Vergangenheitsbewältigung‹. Das macht Bücher wie Finis Germania so gefährlich – und für viele so faszinierend.“
Dirk Pilz, Literaturwissenschaftler, verwarf das Buch am 1. August 2017 – trotz seiner Kritik am Spiegel – als „antisemitische, reaktionäre, demokratiefeindliche Hetzschrift“.
Timothy Garton Ash kommentierte am 7. Dezember 2017 für The New York Review, dass der Spiegel Sieferles Buch einfach von seiner Bestseller-Liste verschwinden ließ, sei das extreme Beispiel eines im zeitgenössischen Deutschland verbreiteten Vorgehens.
Wer einen bestimmten Punkt überschreitet, der als rechts oder antisemitisch angesehen werden könnte, wird aus der respektablen Gesellschaft ausgeschlossen und mit einem leuchtend roten – oder eher braunen – Buchstaben gebrandmarkt.
Sieferles Finis Germania ist für Ash das „späte, unbedeutende Werk eines traurigen, verwirrten und doch unbestreitbar großen Geistes.“ Die Tabuisierung Sieferles durch Tilgung aus der Bestsellerliste sei beklagenswert und unzulänglich. „Sieferle mit einem Tabu zu belegen, bestätigte tatsächlich seine Behauptung, dass es dieses Tabu gibt, also etwas, das außerhalb des rationalen Diskurses gestellt wird.“
Der Publizist Roger de Weck bezeichnete 2020 das Werk als „wirr“ und antisemitisch und bezog sich dabei auf Buchpassagen wie die, dass die „Juden […] heute ihren ermordeten Volksgenossen in aller Welt Gedenkstätten“ bauten, „in denen nicht nur den Opfern die Kraft moralischer Überlegenheit, sondern auch den Tätern […] die Kraft ewiger Verworfenheit zugeschrieben wird“. De Weck kritisierte, dass Sieferle „beschwichtigende Bewunderer in bürgerlichen Kreisen“ gefunden habe.
Der australische Genozid-Forscher Anthony Dirk Moses vertrat am 23. Mai 2021 in seiner Publikation Katechismus der Deutschen in Geschichte der Gegenwart Thesen, die an Sieferles Essay erinnerten. Moses’ Hauptthese, die Deutschen würden „im Philosemitismus die gleiche Erlösung suchen wie im Antisemitismus“ und andere Ähnlichkeiten der Darstellung wurde am 20. Juni 2021 von Volker Weiß zurückgewiesen. Weitere Thesen des Katechismus sind der Singularitätsglaube der Deutschen bezüglich des Holocausts, in Deutschland „halte man Antisemitismus für ein spezifisch deutsches Phänomen,“ darüber hinaus sei das Gedenken des Holocausts „das moralische Fundament der deutschen Nation, oft gar der Europäischen Zivilisation“. Moses moniert die fehlende Unterscheidung von Antisemitismus und Antizionismus, die Weiß teilweise bestätigt. Außerdem kritisiert Moses die Auffassung, Deutschland sei Israel zu besonderer Loyalität verpflichtet.
Niklas Fischer bezeichnete Sieferles Satz Die Menschen, welche in Deutschland leben, haben sich ebenso daran gewöhnt, mit dem Antigermanismus fertigzuwerden, wie die Juden lernen mußten, mit dem Antisemitismus zurechtzukommen als „Relativierung und Selbstermächtigung“. Auf den Punkt gebracht hieße das, so Fischer, dass der „von Deutschen ausgehende Versuch der Vernichtung des Judentums [...] demnach die heutigen Deutschen zu den Juden von früher gemacht“ habe.

## Ausgaben
- Rolf Peter Sieferle: Finis Germania (= Kaplaken. Bd. 50), Verlag Antaios, Schnellroda 2017, ISBN 978-3-944422-50-3.
- Rolf Peter Sieferle: Finis Germania, Manuscriptum Verlagsbuchhandlung Thomas Hoof e.K. (Landtverlag), Lüdinghausen 2019, ISBN 978-3-944872-90-2.